# Castello di Cusano Mutri
Das Castello di Cusano Mutri ist eine Burgruine aus dem 13. Jahrhundert in Cusano Mutri in der italienischen Region Kampanien.

## Geschichte
Der Ursprung der Burg ist nicht dokumentiert, aber in der Bulle von Papst Felix II. aus dem Jahre 490 ist eine Festung benannt und der erste Pfarrer der Kirche ‚‚San Pietro‘‘ gewählt, einer Pfarrei neben den Mauern der Burg.
Der heutige Bau aber soll in den Festungskomplex einbezogen sein, den die Markgrafen Sanframondi um die Mitte des 13. Jahrhunderts in ihrem Lehen bauen ließen.
Die Burg wurde 1780, während eines Bauernaufstandes, angegriffen und niedergebrannt.

## Beschreibung
Die Ruinen des Gebäudes sind größtenteils an der Piazza Lago sichtbar, wo sie auf einem Felssporn liegen.
Dank eines Dokuments aus dem 18. Jahrhundert, das man in den Archiven der Pfarrei fand, ist es möglich, die Verteilung der Räumlichkeiten im Inneren zu rekonstruieren.
Rechts neben der Burg erhob sich die Kirche San Pietro, die heute noch existiert und in die die Lehensherrn über einen inneren Gang gelangten. In der Mitte des Gebäudes gab es einen weiten Hof, der teilweise überdacht war und auf den die Schlafgemächer der Gäste, der Zugang zu den Wohnräumen und zur Küche sowie zu einem Stall für acht Pferde hinausführten. Über eine Treppe gelangte man zum Großen Salon, der, belichtet von drei Fenstern, nach Osten zeigte. Es folgen das Vorzimmer, die Küche, die Speisekammer, der Getreidespeicher, fünf Zimmer und schließlich der zweistöckige Turm mit einer praktischen Zisterne, der im 18. Jahrhundert als Taubenhaus diente.